# خوتنگا
خوتنگا (به لهستانی:  Chotynia) یک روستا در لهستان است که در گمینا سوبولو واقع شده‌است. خوتنگا ۴۹۰ نفر جمعیت دارد.